# Glaucina pearsalli
Glaucina pearsalli là một loài bướm đêm trong họ Geometridae.